# نادي بي اي الرياضي
نادي بي اي الرياضي نادي كرة قدم إماراتي من الأندية الخاصة يلعب في دوري الدرجة الثالثة الإماراتي.